# Rhynchothorax philopsammum
Rhynchothorax philopsammum is een zeespin uit de familie Rhynchothoracidae. De soort behoort tot het geslacht Rhynchothorax. Rhynchothorax philopsammum werd in 1951 voor het eerst wetenschappelijk beschreven door Hedgpeth. 